# Walderbach
Walderbach är en kommun och ort i Landkreis Cham i Regierungsbezirk Oberpfalz i förbundslandet Bayern i Tyskland.
Kommunen ingår i kommunalförbundet Walderbach tillsammans med kommunen Reichenbach.